# Phạm Văn Hòa
Phạm Văn Hòa (sinh ngày 2 tháng 10 năm 1962) là một chính trị gia người Việt Nam. Ông là đại biểu Quốc hội Việt Nam khóa XIV nhiệm kì 2016-2021, thuộc đoàn đại biểu quốc hội tỉnh Đồng Tháp, Phó trưởng đoàn chuyên trách Đoàn Đại biểu Quốc hội tỉnh Đồng Tháp, Ủy viên Ủy ban Pháp luật của Quốc hội. Ông lần đầu trúng cử đại biểu Quốc hội năm 2016 ở đơn vị bầu cử số 3, tỉnh Đồng Tháp gồm có thành phố Sa Đéc và các huyện: Lấp Vò, Lai Vung, Châu Thành.

## Xuất thân
Phạm Văn Hòa sinh ngày 2 tháng 10 năm 1962 quê quán ở phường Tân Quy Đông, thành phố Sa Đéc, tỉnh Đồng Tháp.
Ông hiện cư trú ở ấp Phú Thuận, xã Tân Phú Đông, thành phố Sa Đéc, tỉnh Đồng Tháp.

## Giáo dục
- Giáo dục phổ thông: 12/12
- Đại học kinh tế, chuyên ngành Quản trị Kinh doanh
- Đại học Hành chính
- Thạc sĩ khoa học giáo dục
- Cử nhân lí luận chính trị

## Sự nghiệp
Ông gia nhập Đảng Cộng sản Việt Nam vào ngày 10/9/1982.
Ông từng là đại biểu Hội đồng nhân dân thành phố Sa Đéc, nhiệm kỳ 2011-2016 và Hội đồng nhân dân tỉnh Đồng Tháp, nhiệm kỳ 2011-2016.
Khi lần đầu ứng cử đại biểu Quốc hội Việt Nam khóa XIV vào tháng 5 năm 2016 ông đang là Tỉnh ủy viên, Bí thư Huyện ủy Tân Hồng, tỉnh Đồng Tháp, làm việc ở Huyện ủy Tân Hồng, tỉnh Đồng Tháp.
Ông đã trúng cử đại biểu quốc hội năm 2016 ở đơn vị bầu cử số 3, tỉnh Đồng Tháp gồm có thành phố Sa Đéc và các huyện: Lấp Vò, Lai Vung, Châu Thành, được 302.786 phiếu, đạt tỷ lệ 58,07% số phiếu hợp lệ.
Ông hiện là Tỉnh ủy viên, Phó trưởng đoàn chuyên trách Đoàn Đại biểu Quốc hội tỉnh Đồng Tháp, Ủy viên Ủy ban Pháp luật của Quốc hội (Đại biểu chuyên trách: Địa phương).
Ông đang làm việc ở Văn phòng Đoàn Đại biểu Quốc hội tỉnh Đồng Tháp.